# Vostok / Oriens
Vostok / Oriens («Восто́к / Oriens») («Orient. Sociétés afro-asiatiques : histoire et modernité») est une revue scientifique académique majeure éditée en Russie, spécialisée dans les études orientales et africanistes. Elle paraît six fois par an. Elle est éditée par l'Institut d'études orientales de l'Académie des sciences de Russie.

## Objectif
Cette revue soulève des questions d'histoire, d'économie, de sociologie, de politique et de culturologie des sociétés afro-asiatiques. Elle contient des articles, traductions et documents d'auteurs russes et étrangers pouvant être des traductions de documents historiques, des essais, des mémoires de savants orientalistes, des informations concernant les travaux de congrès scientifiques, de conférences, de symposiums et séminaires, d'activités de centres scientifiques, des revues thématiques de littérature, des recensions et compilations bibliographiques, etc. La revue est rédigée en russe avec des articles pouvant être en anglais. Chaque numéro comporte un résumé en anglais des articles de fond. 
Cette revue est comprise dans la liste des revues scientifiques de la Commission d'attestation supérieure du ministère des Sciences et de l'Enseignement supérieur de la fédération de Russie. 

## Histoire
La revue est fondée en 1955. De 1955 à 1959, elle porte le titre de «Советское востоковедение» (Études orientales soviétiques). Après sa fusion en 1959 avec la revue «Советское китаеведение» (Études de sinologie soviétiques), elle s'intitule «Проблемы востоковедения» (Problèmes d'études orientales), en 1961-1990 «Народы Азии и Африки» (Peuples d'Asie et d'Afrique, initialement «История, экономика и культура народов Азии и Африки», Histoire, économie et culture des peuples d'Asie et d'Afrique).

### Rédacteurs en chef
- Viatcheslav Maslennikov 1955-1957
- Iossif Braguinski 1957-1977
- Anatoli Koutsenkov 1977-1987
- Leonid Alaïev 1988-1998
- Vitaly Naoumkine (académicien) depuis 1999.

## Membres de la rédaction
Parmi les membres de la rédaction, l'on compte Leonid Alaïev, Youri Alexandrov, l'académicien Vladimir Alpatov, l'académicien Khizri Amirkhanov, Touradj Atabaki (Pays-Bas), l'académicien Boris Bazarov, Baïram Baldji (France), Dmitri Vassiliev, Hari Sankar Bassoudevan (Inde), l'académicien Apollon Davidson, G. Emelianova (Grande-Bretagne), Anton Zakharov (rédacteur en chef adjoint), Michael Kemper (Pays-Bas), l'académicien Alexandre Koudeline, Irina Lebedeva, Pietro Massina (Italie), T. Mastiouguina (secrétaire de rédaction), Madhavan Palat (Inde), Yuri Pines (Israël), l'académicien Mikhaïl Piotrovski, Irina Popova (membre-correspondant de l'Académie des sciences de Russie), Viktor Porkhomovski, l'académicien Anthony Reid (Australie), Nodari Simonia, Igor Sledzevski, l'académicien Andreï Smirnov, Bill Streifer (États-Unis), Li Yun Tsuan (Chine).